# 刘悦笛
刘悦笛（1974年—），辽宁锦州人，中国学者、中国社会科学院哲学所副研究员，国际美学协会（IAA）五位总执委之一，中华美学学会副秘书长兼常务理事，韩国艺术哲学学会（KAPA）顾问，《美学》杂志执行主编，Comparative Philosophy编委。
主要著作有《分析美学史》、《生活美学》、《艺术终结之后》、《生活美学与艺术经验》、《视觉美学史》、《生活中的美学》、《当代中国美学研究（1949-2009）》、Subversive Strategies in Contemporary Chinese Art（与Mary Wiseman主编，Brill出版）、The Aesthetics of Everyday Life (主编，Cambridege Scholars出版)《美学国际：当代国际美学家访谈录》（主编）、《文化巨无霸：当代美国文化产业研究》（主编），译著有《艺术及其对象》、《环境与艺术》、《全球化的美学与艺术》等，在《国际美学年刊》、《国际决策伦理学》等发表英文论文多篇。主要研究领域为美学、文化与比较哲学，其《生活美学与艺术经验：审美即生活，艺术即经验》曾获国家新闻出版总署颁第二届“三个一百”原创出版工程奖。